# Echinorhynchida
Ordre
Les Echinorhynchida sont un ordre d'acanthocéphales. Les  acanthocéphales sont des vers à tête épineuse, c'est-à-dire de petits animaux vermiformesés. Ils sont parasites de vertébrés et sont caractérisés par un proboscis rétractable portant des épines courbées en arrière qui leur permet de s'accrocher à la paroi intestinale de leurs hôtes.

## Liste des familles
- Arhythmacanthidae Yamaguti, 1935
- Cavisomidae Meyer, 1932
- Diplosentidae Tubangui et Masilungan, 1937
- Echinorhynchidae Cobbold, 1879
- Fessisentidae Van Cleve, 1931
- Heteracanthocephalidae Petrochenko, 1956
- Hypoechinorhynchidae Golvan, 1980
- Illiosentidae Golvan, 1960
- Polyacanthorhynchidae Golvan, 1956
- Pomphorhynchidae Yamaguti, 1939
- Rhadinorhynchidae